# Torneo de Reserva 2015
El Torneo de Reserva 2015 fue la septuagésimo quinta edición del certamen organizado por la Asociación del Fútbol Argentino. Inició el 13 de febrero de 2015 y terminó el 10 de noviembre del mismo año. Participaron un total de 30 equipos, todos participantes de la Primera División 2015.
Los nuevos participantes fueron: Argentinos Juniors y Colón, que regresaron tras su última participación en la temporada 2014; San Martín de San Juan y Unión, que volvieron tras su última intervención en la temporada 2013-14; Huracán, que regresó tras su última participación en la temporada 2010-11; Nueva Chicago, que volvió tras su última intervención en la temporada 2006-07; Temperley, que regresó tras su última participación en la temporada 1986-87; Sarmiento, que volvió tras su última intervención en la temporada 1982; y Aldosivi y Crucero del Norte, que hicieron su debut en el torneo.
El torneo consagró campeón por duodécima vez en su historia a San Lorenzo de Almagro, tras vencer por 2 a 1 a Atlético de Rafaela, quedando segundo Independiente tras vencer 2 a 0 a Vélez Sarsfield, definido en una interesante última fecha.

## Equipos participantes
De los 30 equipos, participaron 28 en la edición; Crucero del Norte y Temperley desistieron durante la competición.
| Equipo              | Ciudad           |
| ------------------- | ---------------- |
| Aldosivi            | Mar del Plata    |
| Argentinos Juniors  | Buenos Aires     |
| Arsenal             | Sarandí          |
| Atlético de Rafaela | Rafaela          |
| Banfield            | Banfield         |
| Belgrano            | Córdoba          |
| Boca Juniors        | Buenos Aires     |
| Colón               | Santa Fe         |
| Crucero del Norte   | Garupá           |
| Defensa y Justicia  | Gobernador Costa |
| Estudiantes         | La Plata         |
| Gimnasia y Esgrima  | La Plata         |
| Godoy Cruz          | Godoy Cruz       |
| Huracán             | Buenos Aires     |
| Independiente       | Avellaneda       |
| Lanús               | Lanús Este       |
| Newell's Old Boys   | Rosario          |
| Nueva Chicago       | Buenos Aires     |
| Olimpo              | Bahía Blanca     |
| Quilmes             | Quilmes          |
| Racing Club         | Avellaneda       |
| River Plate         | Buenos Aires     |
| Rosario Central     | Rosario          |
| San Lorenzo         | Buenos Aires     |
| San Martín          | San Juan         |
| Sarmiento           | Junín            |
| Temperley           | Temperley        |
| Tigre               | Victoria         |
| Unión               | Santa Fe         |
| Vélez Sarsfield     | Buenos Aires     |

### Distribución geográfica de los equipos
| Región                                   | Cant. | Equipos                                                                                              |
| ---------------------------------------- | ----- | --- |
| Conurbano bonaerense                     | 9     | Arsenal, Banfield, Defensa y Justicia, Independiente, Lanús, Quilmes, Racing Club, Temperley y Tigre |
| Ciudad de Buenos Aires                   | 7     | Argentinos Juniors, Boca Juniors, Huracán, Nueva Chicago, River Plate, San Lorenzo y Vélez Sarsfield |
| Provincia de Santa Fe                    | 5     | Atlético de Rafaela, Colón, Newell's Old Boys, Rosario Central y Unión                               |
| Interior de la provincia de Buenos Aires | 3     | Aldosivi, Olimpo y Sarmiento                                                                         |
| Ciudad de La Plata                       | 2     | Estudiantes y Gimnasia y Esgrima                                                                     |
| Provincia de Córdoba                     | 1     | Belgrano                                                                                             |
| Provincia de Mendoza                     | 1     | Godoy Cruz                                                                                           |
| Provincia de Misiones                    | 1     | Crucero del Norte                                                                                    |
| Provincia de San Juan                    | 1     | San Martín                                                                                           |

## Sistema de disputa
Se llevó a cabo en una sola rueda, por el sistema de todos contra todos, y consagró un campeón.
La tabla final de posiciones del torneo se estableció por acumulación de puntos.

## Tabla de posiciones
| Pos. | Equipo             | Pts. | PJ | PG | PE | PP | GF | GC | Dif. |
| ---- | ------------------ | ---- | -- | -- | -- | -- | -- | -- | ---- |
| 1.º  | San Lorenzo        | 60   | 28 | 18 | 6  | 4  | 39 | 15 | 24   |
| 2.º  | Independiente      | 58   | 28 | 17 | 7  | 4  | 55 | 23 | 32   |
| 3.º  | Racing             | 51   | 27 | 15 | 6  | 6  | 52 | 32 | 20   |
| 4.º  | Boca Juniors       | 47   | 27 | 13 | 8  | 6  | 45 | 26 | 19   |
| 5.º  | Belgrano           | 46   | 26 | 13 | 7  | 6  | 40 | 19 | 21   |
| 6.º  | Newell's           | 44   | 26 | 12 | 8  | 6  | 49 | 23 | 26   |
| 7.º  | Gimnasia LP        | 44   | 28 | 11 | 11 | 6  | 41 | 25 | 16   |
| 8.º  | Rosario Central    | 43   | 26 | 11 | 10 | 5  | 29 | 16 | 13   |
| 9.º  | River Plate        | 40   | 28 | 10 | 10 | 8  | 41 | 29 | 12   |
| 10.º | Estudiantes LP     | 38   | 22 | 10 | 8  | 4  | 27 | 24 | 3    |
| 11.º | Tigre              | 38   | 23 | 11 | 5  | 7  | 35 | 35 | 0    |
| 12.º | Atlético Rafaela   | 36   | 25 | 10 | 6  | 9  | 34 | 26 | 8    |
| 13.º | Unión              | 34   | 25 | 8  | 10 | 7  | 29 | 32 | −3   |
| 14.º | Vélez Sarsfield    | 34   | 27 | 8  | 10 | 9  | 31 | 36 | −5   |
| 15.º | Banfield           | 34   | 28 | 9  | 7  | 12 | 39 | 15 | 24   |
| 16.º | Defensa y Justicia | 33   | 27 | 9  | 6  | 12 | 32 | 44 | −12  |
| 17.º | Argentinos Juniors | 33   | 27 | 8  | 9  | 10 | 34 | 38 | −4   |
| 18.º | Lanús              | 32   | 26 | 7  | 11 | 8  | 24 | 31 | −7   |
| 19.º | Nueva Chicago      | 32   | 24 | 8  | 8  | 8  | 32 | 35 | −3   |
| 20.º | Huracán            | 31   | 24 | 9  | 4  | 11 | 31 | 37 | −6   |
| 21.º | Colón              | 30   | 26 | 8  | 6  | 12 | 19 | 27 | −8   |
| 22.º | Aldosivi           | 27   | 23 | 7  | 6  | 10 | 33 | 44 | −11  |
| 23.º | Godoy Cruz         | 25   | 24 | 7  | 4  | 13 | 29 | 35 | −6   |
| 24.º | Arsenal            | 21   | 22 | 5  | 6  | 11 | 28 | 40 | −12  |
| 25.º | Sarmiento          | 18   | 24 | 3  | 9  | 12 | 27 | 36 | −9   |
| 26.º | San Martín         | 15   | 21 | 4  | 3  | 14 | 25 | 51 | −26  |
| 27.º | Quilmes            | 12   | 19 | 2  | 6  | 11 | 13 | 37 | −24  |
| 28.º | Olimpo             | 10   | 24 | 2  | 4  | 18 | 15 | 51 | −36  |

### Resultados
| Fecha 1                 | Fecha 1   | Fecha 1             | Fecha 1                | Fecha 1       | Fecha 1 |
| Local                   | Resultado | Visitante           | Estadio                | Fecha         | Hora    |
| ----------------------- | --------- | ------------------- | ---------------------- | ------------- | ------- |
| Vélez Sarsfield         | 0 - 1     | Aldosivi            | Villa Olímpica         | 12 de febrero | 17:00   |
| Racing Club             | 3 - 1     | Rosario Central     | Tita Mattiussi         | 13 de febrero | 09:00   |
| San Lorenzo             | 1 - 0     | Colón               | Auxiliar               | 13 de febrero | 17:00   |
| Gimnasia y Esgrima (LP) | 2 - 0     | Defensa y Justicia  | Estancia Chica         | 14 de febrero | 09:00   |
| Boca Juniors            | 5 - 0     | Olimpo              | Casa Amarilla          | 14 de febrero | 17:00   |
| Newell's Old Boys       | 3 - 0     | Independiente       | Marcelo Bielsa         | 14 de febrero | 17:30   |
| Quilmes                 | 1 - 1     | Lanús               | Centenario             | 15 de febrero | 09:00   |
| Unión                   | 1 - 0     | Huracán             | La Tatenguita          | 15 de febrero | 09:00   |
| Argentinos Juniors      | 0 - 0     | Atlético de Rafaela | Diego Armando Maradona | 15 de febrero | 17:00   |
| Sarmiento               | 1 - 0     | River Plate         | Eva Perón              | 15 de febrero | 19:15   |
| Arsenal                 | 1 - 0     | Estudiantes (LP)    | El Viaducto            | 16 de febrero | 09:00   |
| Belgrano                | 0 - 2     | Nueva Chicago       | Villa Esquiu           | 16 de febrero | 09:00   |
| Banfield                |           | Temperley           | Florencio Sola         |               |         |
| Crucero del Norte       |           | Tigre               | Andrés Guacurarí       |               |         |
| Godoy Cruz              |           | San Martín (SJ)     | Malvinas Argentinas    |               |         |

## Goleadores
| Jugador        | Goles | Equipo                        |
| -------------- | ----- | ----------------------------- |
| Walter Bou     | 12    | Gimnasia y Esgrima (La Plata) |
| Emanuel Casado | 11    | Colón                         |
| Leandro Fredes | 10    | Aldosivi                      |
| Brian Mansilla | 10    | Racing                        |